# International Commission on Stratigraphy
De International Commission on Stratigraphy (ICS), soms aangeduid met de niet-officiële naam "International Stratigraphic Commission", is een dochter of grote subcommissie van de International Union of Geological Sciences die zich bezighoudt met stratigrafie en geochronologie. De commissie houdt zich bezig met het correleren en standaardiseren van lokale stratigrafieën wereldwijd. Daarnaast is een van de belangrijkste taken van de commissie het standaardiseren van de geologische tijdschaal. Dit probeert men te bereiken door het stimuleren van debatten tussen stratigrafen en paleontologen wereldwijd. 
De ICS is de grootste commissie binnen de IUGS en werd in 1961 opgericht in Parijs. Het is in essentie een permanent werkende subcommissie die veel vaker bijeenkomt dan de vierlingvergaderingen gepland door de IUGS.